# Martin Donnelly
Hugh Peter Martin Donnelly (Belfast, 26 maart 1964) is een voormalig Brits autocoureur. Hij maakte zijn Formule 1-debuut in 1989 bij Arrows en nam deel aan 15 Grands Prix waarvan hij er 13 mocht starten. Hij scoorde geen punten.
Donnelly's eerste stappen in de autosport waren in de Formule 3 en Formule 3000, waarin hij zijn talent tentoon spreidde. In 1988 werd hij derde in het Formule 3000-kampioenschap waarna hij kon debuteren in de Formule 1 bij Arrows in 1989. In 1990 stapte hij over naar Lotus maar na een seizoen met enkele goede resultaten maar zonder punten had hij een erg zware crash op Jerez. Hij werd uit zijn auto geslingerd maar overleefde ondanks vele verwondingen deze crash toch.
Hij racete nog wel in kleinere races en werd manager van een Formule Vauxhall team. In 2004 stopte dit echter toen hij failliet verklaard werd.
In september 2007 won Donnelly de Class A Elise Trophy in Donington tegen 35 andere Lotus Elises.